# 초족
초족(楚族)은 고대 초나라의 주요 거주민으로 주족에 의해 남만(南藩)으로 분류되었으며 양쯔강 중하류 부근에 거주하였는데, 오늘날의 중화인민공화국 후난성과 후베이성, 안후이성, 장쑤성, 심지어 장시성과 저장성까지 거주하였다. 한나라 이후 강남 지역에 거주하는 한족을 초족이라고 부르기도 하였다.

## 역사
초족의 역사기록은 서주시대부터 시작되며, 상나라 때부터 활동했다는 기록이 있다. 『죽서기』와 『시서』에 따르면, 상 무정왕이 한때 귀방(貴坊)을 공격하여 초나라를 정복했다고 한다. 상나라 때 초족은 다양한 부족 국가를 세웠다.
상나라 말기에 초족은 주나라와 동맹을 맺고 상나라를 무너뜨린 후 초나라를 세웠다.

## 언어
언어학계에서는 고대 초어가 중국어파에 속하거나, 또는 몽몐어족에 속한다는 두 가지 학설이 존재한다.